# Innocence (caractère)
Pour les articles homonymes, voir Innocence.

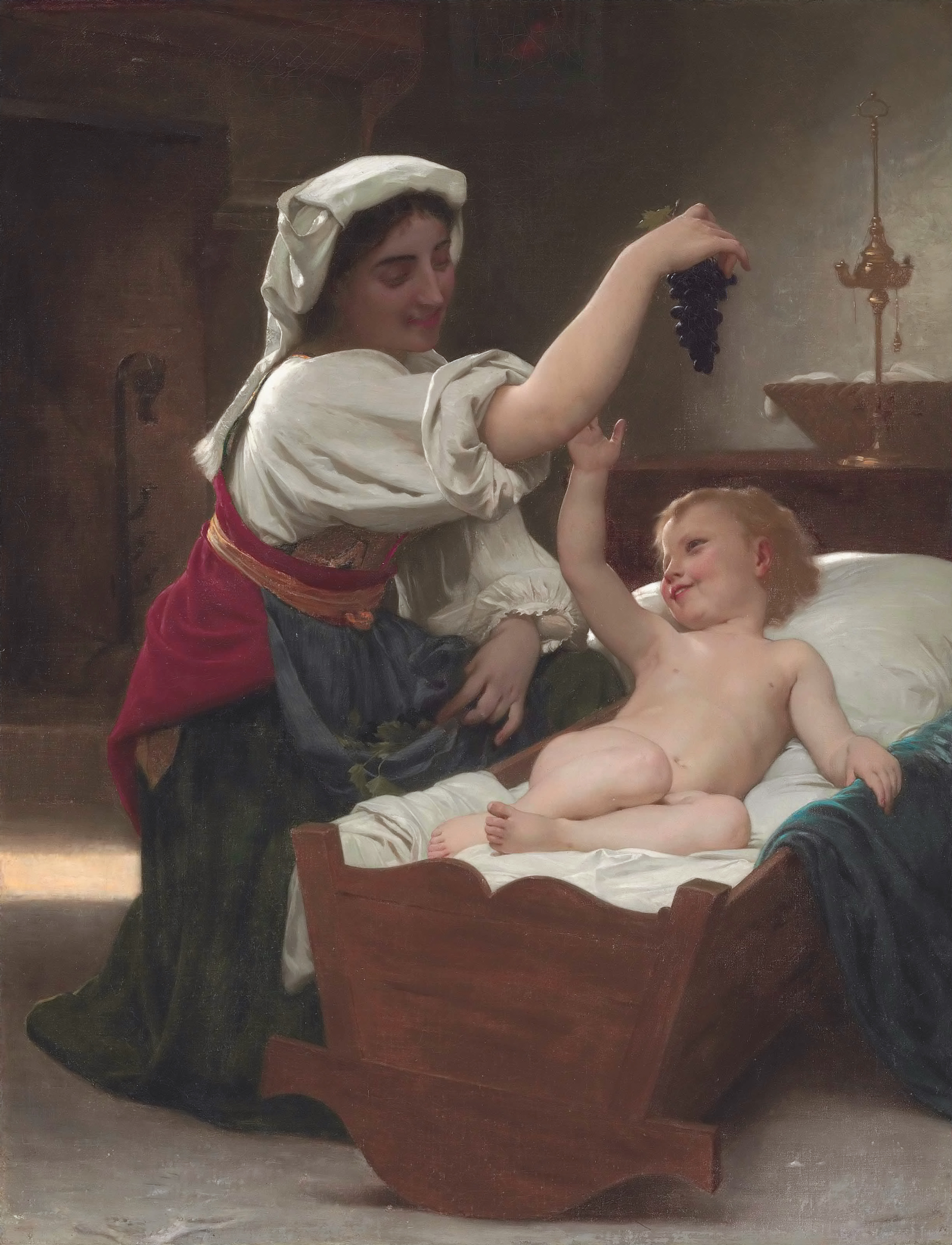
La Grappe de raisin, William Bouguereau, 1868

L’innocence est une notion désignant une caractéristique propre à une personne ingénue ou bien n’ayant jamais effectué d’acte dit coupable. Le mot est empreint de différents sens distincts ; les dictionnaires proposent généralement les définitions suivantes :
- le fait de n’être pas souillé par le péché ou de ne pas penser à mal, et par extension, de ne rien commettre de coupable ou de répréhensible ;
- le fait de faire preuve de naïveté et/ou d’ignorance ;
- l’ignorance et/ou l’inexpérience en matière sexuelle ;
- dans le christianisme, l’état caractérisant la période antérieure au péché originel, ainsi que l’état de l’individu qui aura été libéré du péché originel par le sacrement du baptême.

Dans la culture occidentale, elle revêt une grande importance. Héritée en grande partie de la religion chrétienne, elle est souvent associée à la pureté et la virginité, ce qui lui confère un rapport plus ou moins explicite à la sexualité. Dans la Théologie du corps de Jean-Paul II, l’innocence originelle réfère à la capacité de l’humain, avant que celui-ci choisisse de ne pas faire confiance à son créateur, à bien comprendre le plan de Dieu sur le monde et sur lui, y compris son corps et sa sexualité. La perte de l’innocence originelle diminue significativement cette capacité.
En particulier, l’innocence est généralement fortement associé à l’enfance.
Le sens juridique du mot désigne la non-culpabilité d’un prévenu vis-à-vis de faits qui lui sont reprochés par la justice.

## Étymologie
L’étymologie d’« innocence » est rattachée à la racine indo-européenne Nek-, Nok- qui veut dire « causer la mort de quelqu’un » et qui a donné « noyer » puis « nocif », « nuisible ». La composition avec le privatif in- donne ainsi à « innocence » pour signification étymologique « non-nuisible », nuisible au sens de « causer la mort de quelqu’un ».